# Blu Hunt
Blu Hunt (ur. 11 lipca 1995 w Sacramento) – amerykańska aktorka, występująca m.in. w filmie Nowi mutanci i serialu Another Life.

## Filmografia

### Filmy
| Rok  | Tytuł          | Rola                       | Uwagi       |
| ---- | -------------- | -------------------------- | ----------- |
| 2015 | One Block Away | Erica                      | krótkometr. |
| 2020 | Nowi mutanci   | Danielle Moonstar / Mirage |             |

### Telewizja
| Rok       | Tytuł         | Rola               | Uwagi            |
| --------- | ------------- | ------------------ | ---------------- |
| 2016      | Girl on Girl  | Blu                | 1 odc.           |
| 2016      | This Is It    | Layla              | niewyemit. pilot |
| 2017      | The Originals | The Hollow / Inadu | 6 odcinków       |
| 2019      | Stumptown     | Nina Blackbird     | 1 odc.           |
| 2019–2021 | Another Life  | August             | w gł. obsadzie   |
| 2020      | Obóz Kikiwaka | Karen              | 1 odc.           |
| 2023      | Grown-ish     | Grace              | 3 odc.           |